# Municipio de Upper Uwchlan
El municipio de Upper Uwchlan (en inglés: Upper Uwchlan Township) es un municipio ubicado en el condado de Chester en el estado estadounidense de Pensilvania. En el año 2000 tenía una población de 6.850 habitantes y una densidad poblacional de 246 personas por km².

## Geografía
El municipio de Upper Uwchlan se encuentra ubicado en las coordenadas 40°05′18″N 75°41′58″O / 40.08833, -75.69944.

## Demografía
Según la Oficina del Censo en 2000 los ingresos medios por hogar en la localidad eran de $96 711 y los ingresos medios por familia eran de $101 895. Los hombres tenían unos ingresos medios de $76 206 frente a los $37 404 para las mujeres. La renta per cápita de la localidad era de $33 256. Alrededor del 2,5% de la población estaba por debajo del umbral de pobreza.